# ون بلس 8T
OnePlus 8T هو هاتف ذكي يعمل بنظام أندرويد تم تصميمه وتسويقه بواسطة OnePlus. تم إطلاقه في 16 أكتوبر 2020 بعد أن تم الإعلان عنه في 14 أكتوبر 2020. يعد الهاتف هو السادس عشر في سلسلة هواتف OnePlus، ويُباع نسخة منه عبر T-Mobile US تحت اسم OnePlus 8T+.

### المواصفات:
التصميم: يتمتع OnePlus 8T بتصميم مشابه لـ OnePlus 8 من حيث الإطار المصنوع من الألمنيوم والواجهات الزجاجية من Gorilla Glass 5. الشاشة تحتوي على فتحة دائرية للكاميرا الأمامية. ولكنه يتميز بزجاج شاشة مسطح بدلاً من المنحني. في الجهة الخلفية، يحتوي على وحدة كاميرا مميزة مع عدسات مرتفعة ومقسمة إلى عمودين. أول عمود يحتوي على ثلاث كاميرات، بينما يحتوي الثاني على مستشعر العمق، مستشعر درجة الحرارة، وفلاش LED مزدوج. يتوفر الهاتف بلونين: Aquamarine Green (لامع) و Lunar Silver (مطفأ).
المكونات الداخلية: يعمل OnePlus 8T بمعالج Snapdragon 865 5G مع معالج رسومي Adreno 650، ويأتي مع ذاكرة تخزين داخلية UFS 3.1 بسعة 128 أو 256 جيجابايت، وذاكرة وصول عشوائي LPDDR4X بسعة 8 أو 12 جيجابايت. يشتمل الهاتف على مكبرات صوت استيريو مع إلغاء الضوضاء النشط، ولكنه لا يحتوي على مدخل سماعات رأس. خيارات الأمان تتضمن ماسح بصمات الإصبع البصري المدمج في الشاشة وتقنية التعرف على الوجه.
الشاشة: يأتي OnePlus 8T بشاشة AMOLED بحجم 6.55 بوصة ودقة 1080p مع نسبة عرض إلى ارتفاع 20:9 ودعم HDR10+، ويختلف عن الإصدار السابق من حيث معدل التحديث الذي تم رفعه من 90 هرتز إلى 120 هرتز.
البطارية والشحن: تتمتع البطارية بسعة 4500mAh مع دعم الشحن السريع بقدرة 65 واط عبر Warp Charge 65، مقارنةً بـ 30 واط في الإصدار السابق. هذا يتم بفضل تصميم الخلايا المزدوجة حيث تكون البطارية مقسمة إلى خليتين بسعة 2250mAh لكل منهما.
الكاميرا: يتضمن OnePlus 8T مجموعة كاميرات رباعية، وهي: كاميرا واسعة بدقة 48 ميجابكسل، كاميرا عريضة بدقة 16 ميجابكسل، كاميرا ماكرو بدقة 5 ميجابكسل، وكاميرا أحادية اللون بدقة 2 ميجابكسل. كما تحتوي الكاميرا الأمامية على مستشعر بدقة 16 ميجابكسل.
البرمجيات: يعمل OnePlus 8T بنظام OxygenOS 11، وهو قائم على Android 11. وهو أول هاتف غير تابع لجوجل يأتي مع Android 11 مثبت مسبقًا.

### الاستقبال:
نال OnePlus 8T مراجعات إيجابية حيث حصل على تقييم 8.6/10 من CNET، 8/10 من The Verge، 8.4/10 من Engadget، و 3.5/5 من Digital Trends. تم الإشادة بأداء الهاتف، شاشته، برامجه، عمر البطارية، وسرعة الشحن البالغة 65 واط. ومع ذلك، تم انتقاد الكاميرا مقارنة بالهواتف الرائدة الأخرى، كما تم اعتباره أكثر سعرًا من بعض الهواتف المنافسة في الولايات المتحدة.

### الموديلات:
يتوفر OnePlus 8T بعدة موديلات تختلف في الداعمة للأحزمة والأسعار:
- KB2000 للصين
- KB2001 للهند
- KB2003 لأوروبا
- KB2005 دولية
- KB2007 T-Mobile

إعادة الإصدار: أعيد إصدار OnePlus 8T كـ OnePlus 9R ضمن سلسلة OnePlus 9 في 14 أبريل 2021. يتميز بتشغيل Snapdragon 870 مع تحسينات طفيفة في المعالج ووحدات الذاكرة.
هذا الهاتف يظل واحدًا من الخيارات القوية ضمن هواتف OnePlus، لكن مع بعض الانتقادات المتعلقة بالكاميرا والشحن اللاسلكي.